# Ayman Abdelaziz
Ayman Abdelaziz (Ash Sharqiyah, 28 november 1978) is een Egyptisch voetballer die bij voorkeur als middenvelder speelt. Hij verruilde in januari 2011 Çaykur Rizespor voor Misr El-Makasa. Abdelaziz debuteerde in 1999 in het Egyptisch voetbalelftal.